# Шевчик, Вильгельм
Вильгельм Шевчик, пол. Wilhelm Szewczyk — польский писатель, поэт, переводчик, эссеист, литературный критик и политик.

## Биография
До 1939 года работал на радио. Во время Второй мировой войны его заставили вступить в немецкую армию. Вильгельм служил на Западном (в Нормандии) и Восточном фронте. В августе 1941 под Смоленском был ранен, лечился в Тюрингии (Германия), затем был отправлен в Эльзас, откуда в 1942 за пацифизм в заключение в Катовице.
После войны жил в Катовице, работал редактором еженедельника Odra, а в 1947—1951 литературным директором Силезского Театра. Затем трудился в нескольких литературных журналах.
Был депутатом Сейма (парламента Польши) в 1957—1965 и в 1969—1980 годах. Скончался 8 июня 1991 в Катовице. Похоронен на местном протестантском кладбище.

## Работы
- Posągi (1945)
- Portret Łużyczanki Mina Witkojc (1948)
- Skarb Donnersmarcków (1956)
- Z kraju Lompy (1957)
- Wyprzedaż samotności (1959)
- Literatura niemiecka w XX wieku (1962, 1964)
- Od wiosny do jesieni (1965)
- Kleszcze
- Czarne słońce
- Klara Krause
- Syndrom śląski (1985)